# إبراهيم حسن الحواج
إبراهيم حسن الحواج (مواليد 21 أغسطس 1963) مهندس بحريني يشغل حاليًا منصب وزير الأشغال

## عن حياته
ولد أبراهيم الحواج في 21 أغسطس 1963

### حياته العلمية
- حصل الشهادة الأحترافية في إدارة المشاريع (PMP)
- حصل على بكالوريوس في الهندسة المدنية عام 1986

## المنصب التي شغلها
- 2000 شغل منصب رئيس قسم الخدمات الهندسية للصرف الصحي في وزارة الأشغال والزراعة
- 2006 شغل منصب مدير أدارة تشغيل وصيانة الصرف الصحي في وزارة الأشغال وشؤون البلديات والتخطيط العمراني
- 2015 وكيل مساعد للخدمات الفنية بوزارة الأشغال وشؤون البلديات والتخطيط العمراني.[4]
- 2020 وكيل مساعد للصرف الصحي بوزارة الأشغال وشؤون البلديات والتخطيط العمراني.
- 2021 وكيل للزراعة والثروة البحرية بوزارة الأشغال وشؤون البلديات والتخطيط العمراني.[5][6]
- 13 يونيو 2022 أصدر الملك حمد بن عيسى آل خليفة ملك البحرين مرسوماً بتعديل وزاري حيث عُين وزيراً للأشغال.

## وزير الأشغال
- أكد خلال تسلمه مهامه، وزيرًا للأشغال حرصه على مواصلة الإنجاز في مشاريع البنية التحتية.[7] وفي 26 يوليو 2022 استقبل  في مكتبه بمبنى الوزارة الأشغال سفير دولة إسرائيل لدى مملكة البحرين.[8]